# Marty Turco
Marty Archibald Turco (Sault Sainte Marie, 13 agosto 1975) è un ex hockeista su ghiaccio canadese di ruolo portiere, noto per la sua lunga militanza con i Dallas Stars, con cui detiene diversi record societari tra cui quello per maggior numero di vittorie e shutouts. Ha vinto due volte il Roger Crozier Award, trofeo assegnato al portiere con la miglior percentuale di parate.